# إنغريد وو
إنغريد وو (بالإنجليزية: Ingrid Wu)‏ هي رائدة أعمال أمريكية، ولدت في 1970 في تشانغتشو في الصين.